# Copa Julio Roca 1960
Copa Julio Roca 1960 – turniej towarzyski o puchar Julio Roca odbył się po raz ósmy w 1960 roku. W turnieju uczestniczyły zespoły: Brazylii i Argentyny.

## Mecze
| 26 maja Buenos Aires |  | Argentyna | 4 | - | 2 | Brazylia |

| 29 maja Buenos Aires |  | Argentyna | 1 | - | 4 (0-2), po dogrywce | Brazylia |

## Końcowa tabela
| M | Reprezentacja | L.m. | Zw. | Rem. | Por. | Bramki | R.br. | Pkt |
| 1 | Brazylia      | 2    | 1   | 0    | 1    | 6:5    | +1    | 2   |
| 2 | Argentyna     | 2    | 1   | 0    | 1    | 5:6    | -1    | 2   |

Triumfatorem turnieju Copa Julio Roca 1960 został zespół Brazylii.